# Hemeroplanis obliqualis
Hemeroplanis obliqualis là một loài bướm đêm trong họ Erebidae.